# Infinitiv
Infinitiv (také neurčitek či neurčitý způsob) je neurčitý tvar slovesa, který nevyjadřuje osobu, číslo, způsob ani čas. Často se pokládá za základní (reprezentativní) tvar slovesa, který je uváděn ve slovnících.
Některé jazyky, jako např. arabština, bulharština, makedonština a moderní řečtina, infinitiv nemají, a musejí ho tedy vyjadřovat opisně.
Infinitiv sice většinu mluvnických kategorií nevyjadřuje (odtud jeho název), má však schopnost vyjadřovat např. slovesný rod – infinitiv aktivní (např. vidět) x pasivní (být viděn) nebo vid (psát x napsat). V některých jazycích existují infinitivy pro různé časy, např. v angličtině infinitiv minulý, který se používá pro děj, který začal nebo proběhl před jiným dějem.

## Použití infinitivu
Infinitivy mají v různých jazycích různé využití. Mohou to být:
- tvoření složených časů a způsobů – např. budoucí čas v češtině nebo němčině (budu dělat, resp. ich werde machen / ich werde gemacht haben);
- tzv. (syntaktická) kondenzace – krácení větných konstrukcí, nahrazení vedlejší věty (např. viděl jsem ho psát dopis místo viděl jsem, jak píše dopis). V češtině je toto využití méně běžné než např. v angličtině;
- po způsobových a neplnovýznamových slovesech jakožto součást (modifikace) přísudku (chci to udělat, umím plavat);
- reprezentativní forma slovesa (lemma), používaná ve slovnících
- imperativ (v němčině: Aufstehen! Vstávat!)

## V češtině
V češtině se infinitiv tvoří koncovkou –t (dělat, prosit, krýt, tisknout) a –ci (moci, říci, péci), případně –ti. Tvary na –ti (u sloves jako nésti, dělati se tvoří přidáním –i) jsou však dnes považovány za knižní.[zdroj?] Koncovka –ci je dnes nahrazována –ct (moct, říct, péct), obě varianty jsou považovány za správné.
Koncovka –t je pozůstatkem praslovanského supina, tedy tvaru, který se tvořil pouze od nedokonavých sloves a zprvu se používal jen po slovesech pohybu. V pozdější době bylo supinum nahrazeno infinitivem, jeho pozůstatkem jsou dubletní tvary k původním infinitivním tvarům – ke tvarům se zakončením –ti (–i) přibyly tvary zakončené na -t, které v průběhu 20. století zcela převládly i v psaném jazyce (Slovník spisovné češtiny (1978n.) je, na rozdíl od Slovníku spisovného jazyka českého (1960–1971, 2., opr. vyd. 1989), už uvádí jako základní.)
Existuje několik sloves, která mají pouze koncovku s -i (stříci se), naopak u nových sloves by byl tvar s -i umělým konstruktem (mailovat, chatovat apod.).[zdroj⁠?!]

## V jiných jazycích

### Ostatní slovanské jazyky
Infinitiv v ruštině končí na -ť (ть), kterému obvykle předchází samohláska; některá slovesa změnila ť na č' (чь), např. *могть → мочь (moci). Méně často též -ti (ти), např. идти (jít).
V polštině končí infinitiv na -ć (odpovídá v češtině ť) a na -c (wlec, móc).
Ve slovenštině končí infinitiv na -ť.

### Balkanismus
V bulharštině a makedonštině infinitiv není a vyjadřuje se opisně pomocí částice да a slovesa v přítomném čase téže osoby a čísla jako sloveso řídící (např. bulh. искаш да купиш = chceš koupit). Ve slovnících se udává 1. osoba jednotného čísla přítomného času. Tentýž model funguje v novořečtině, kde příslušnou částicí je να (např. χρειαζόμαστε να φάμε = potřebujeme se najíst). V srbštině sice infinitiv oficiálně existuje, ale přestává se používat.

### Angličtina
V angličtině je součástí infinitivu částice "to" (to wait = čekat), samotný slovníkový tvar bez "to" je imperativ (Wait. = Čekej./Čekejte). Výjimku tvoří užívání po modálních a některých dalších slovesech (They may be here soon. = Možná zde budou brzy. She saw them sit in the garden. = Viděla je sedět na zahradě.).
V angličtině existuje i průběhový infinitiv (It is not easy to be swimming so long. = Není snadné plavat tak dlouho.) a minulý infinitiv (You must have seen me. = Určitě jsi mě byl viděl. She seemed to have been crying. = Zdálo se, že byla plakala.).